# Juovvavaretjärnarna (Jokkmokks socken, Lappland, 735165-171389)
Juovvavaretjärnarna är en sjö i Jokkmokks kommun i Lappland och ingår i Luleälvens huvudavrinningsområde.